# Hiroki Azuma
Hiroki Azuma (jap. 東 博樹 Azuma Hiroki; ur. 10 lipca 1966) – japoński piłkarz występujący na pozycji obrońcy.

## Kariera klubowa
Jako piłkarz grał w klubach Gamba Osaka, Yokohama Flügels i Vissel Kobe.